# Ernst Christoph Helle
Ernst Christoph Helle (* 9. August 1759 in Neuhaldensleben; † 1. Oktober 1826 in Magdeburg) war ein deutscher Fabrikant, Kaufmann und Kommunalpolitiker.

## Leben
Helle wurde als Sohn des Brauers Johann Gottlieb Helle geboren. Zunächst absolvierte er eine kaufmännische Lehre in Neuhaldensleben. Nach Abschluss der Lehre ging er nach Magdeburg und war dort in der Materialwarenhandlung Meitzendorf tätig. Im Jahr 1783 übernahm er das Geschäft und heiratete die Tochter Johanna Katharina des vorherigen Inhabers. Bei einem Brand wurde das Geschäft jedoch 1788 vernichtet. Er wurde daher Partner des Kaufmanns Stephan Reinhardt und gründete mit diesem eine Zichorienfabrik.
Helle war auch kommunalpolitisch und insbesondere sozial engagiert. Er wurde Distriktsarmenvorsteher und war ab 1792 Mitglied der Armenholzversorgungsgesellschaft und gehörte zu den Vorstehern des St. Gertraud Hospitals. 1793 wurde er ökonomischer Direktor des Stadtarmenhauses. 1804 wurde Helle Mitvorsteher des Siechenhauses, des späteren St. Georgii Stifts. Im gleichen Jahr wurde er Senior des Kirchenkollegiums St. Johannis und Freimaurer in der Loge Ferdinand zur Glückseligkeit. 1809 wurde Helle Mitglied des Gemeinderats. Im Jahr 1810 wurde er Chef und Oberst der Magdeburger Bürgergarde.
Helle stellte Experimente zur Herstellung von Zucker aus Zuckerrüben an. Zwischen 1811 und 1815 betrieb er mit seinem Geschäftspartner unter der Firma Reinhardt & Helle eine Zuckerraffinerie. 1815 wurde Helle Mitglied im Kreisausschuss des Invalidenfonds und 1817 im Almosenkollegium. Ab 1824 gehörte Helle zu den Vorstehern des Bürger-Rettungsinstituts. Bei der Gründung der Magdeburger Korporation der Kaufmannschaft 1825 wurde Helle zu einem Stellvertreter des Ältestenkollegiums gewählt.
Zumindest in den 1810er und 1820er Jahren lebte Helle an der Adresse Knochenhaueruferstraße 38.